# Pseudoryx nghetinhensis
El saola (Pseudoryx nghetinhensis), también llamado buey de Vu Quang, es una especie de mamífero artiodáctilo de la familia Bovidae nativo de las montañas Annamitas de la frontera de Vietnam y Laos. Fue descubierto por los zoólogos occidentales en 1992 en el parque nacional Vu Quang y actualmente se encuentra en grave peligro de extinción.

## Distribución
El área de distribución del saola abarca unos 5000 km² y contiene las únicas montañas de bosques vírgenes en el norte de Vietnam y Laos. En 2010 fue capturado un ejemplar, el primero tras su descubrimiento, por cazadores nativos, si bien únicamente logró sobrevivir en cautividad unos días.
La población de saola se estimó en unos 200 individuos, considerándose como especie endémica. Poco tiempo después del descubrimiento el gobierno vietnamita aumentó el tamaño del parque nacional Vu Quang de 160 a unos 600 km² y se realizaron proyectos para la creación de dos nuevas reservas. Pese a estos niveles tan buenos de protección el saola se clasifica como especie amenazada.

## Características
El saola se caracteriza por sus cuernos largos, esbeltos y casi rectos como las gacelas ; tiene dos glándulas odoríferas debajo de los ojos, los dientes premolares son largos y el color del pelaje varía desde el castaño oscuro al pardo rojizo; además, tiene una banda blanca que le recorre el dorso hasta la cola. Sus pezuñas son pequeñas y sus dedos son cortos. Tiene una altura en la cruz de entre 80 y 90 cm y un peso cercano a los 90 kg.
El saola puede vivir en solitario o en pequeños grupos familiares de dos o tres. Se cree que puede ser una presa para los tigres, leopardos; especies de felinos que son relativamente abundantes en las montañas Annamitas, hogar del saola.

## Dieta
Se ha documentado que el saola se alimenta de pequeños arbustos, sobre todo en la orilla de los ríos. Esta especie de bóvido come en pequeños grupos de 5 individuos, lo cual es una ventaja a la hora de encontrar comida y de protegerse de los depredadores.